# Jejel
Jejel is een bestuurslaag in het regentschap Lamongan van de provincie Oost-Java, Indonesië. Jejel telt 1699 inwoners (volkstelling 2010).